# Nhà thờ Hàm Long

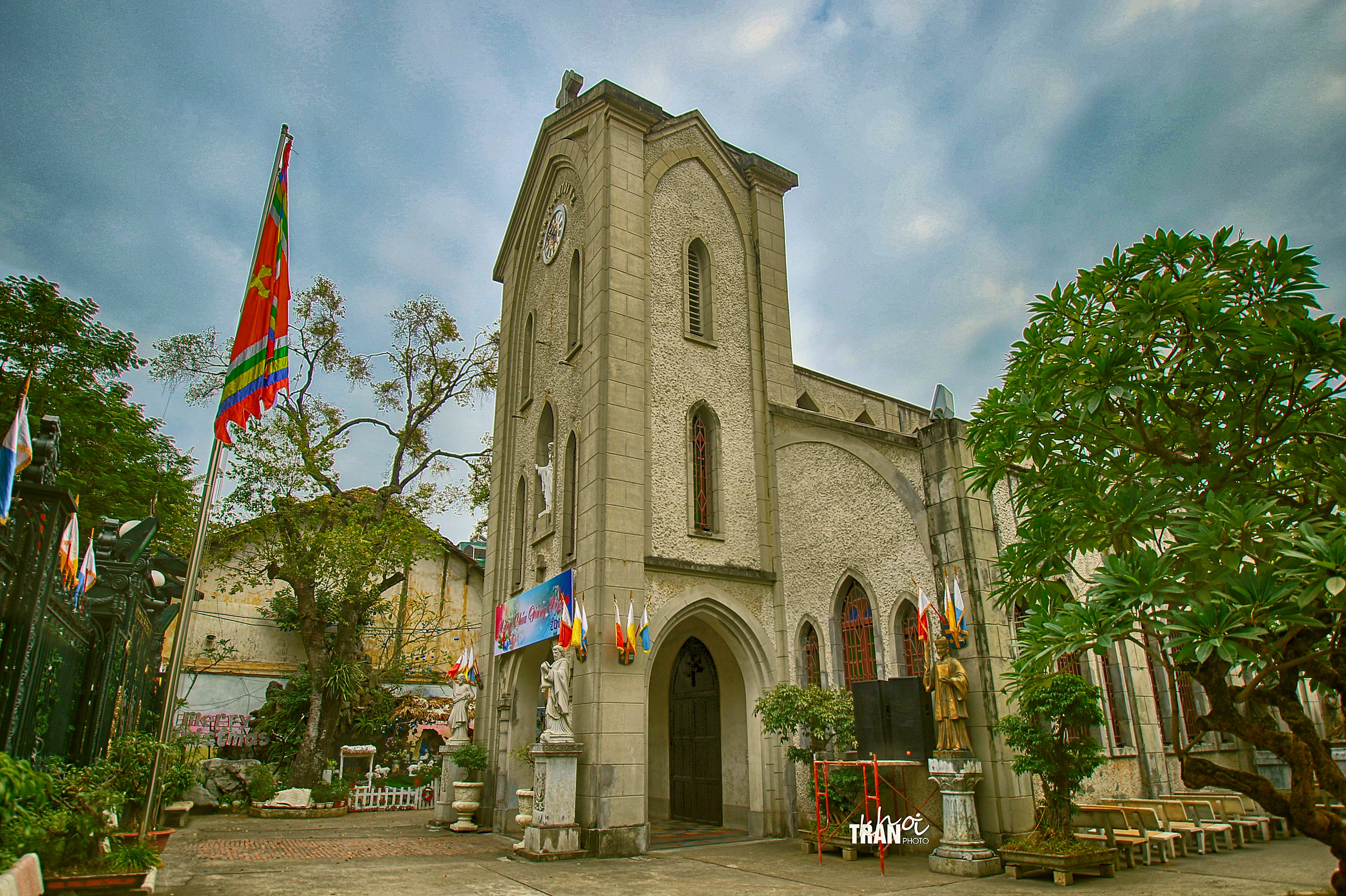
Nhà thờ Hàm Long nhìn từ góc bên phải

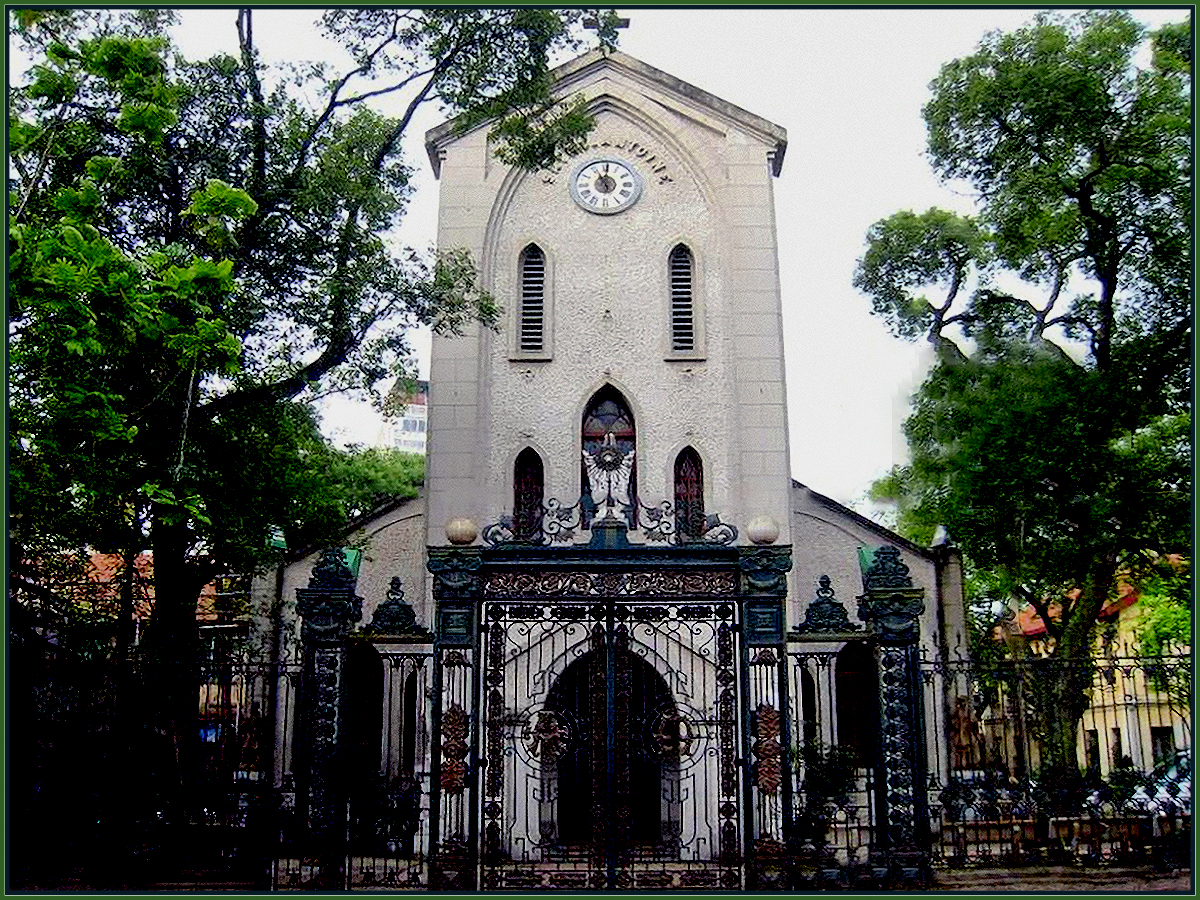
Nhà thờ Hàm Long nhìn từ chính diện

Nhà thờ Hàm Long là một nhà thờ của Giáo hội Công giáo Rôma, thuộc Tổng giáo phận Hà Nội, Việt Nam. Đây là một trong những nhà thờ lớn ở Hà Nội. Linh mục Al-phong-sô Phạm Hùng hiện đang là Linh mục chính xứ (từ 2022) cùng với Linh mục phó xứ Giuse Trần Đình Ngọc (từ 2023)
Nhà thờ tọa lạc ở số 21 phố Hàm Long, phường Cửa Nam, công trình do kiến trúc sư người Việt Phêrô Lý Đức Thân, tục gọi cụ Đốc Thân, (sinh năm 1863 tại Hạ Hồi, Thường Tín, Hà Tây - nay là Hà Nội, qua đời ngày 1 tháng 3 năm 1967 tại Tam Hà, Thủ Đức, Sài Gòn) du học ở Pháp thiết kế. Nhà thờ được khởi công xây dựng vào tháng 12 năm 1934 và hoàn thành vào ngày 7 tháng 5 năm 1939, cao 17m.
Đáng chú ý là ở đây người ta dùng nhiều chất liệu xây dựng trong dân gian như: rơm hồ vôi, nứa, giấy bản... để tạo các vòm cuốn, gây hiệu quả phản âm khi hành lễ mà không cần đến những thiết bị âm thanh hiện đại. Trên các cột và bàn thờ được trang trí bằng các hoạ tiết dây thừng như kiểu dây áo dòng Phanxicô.
Ở cửa chính của nhà thờ có một bức phù điêu ở phía dưới gác chuông. Trên đó có khắc cây thánh giá với hai cánh tay đóng đinh trên thánh giá, cánh tay không có áo là cánh tay của Chúa Giêsu, cánh tay có áo là cánh tay của thánh Phanxicô thành Assisi. Đây chính là biểu tượng phổ quát của dòng Phan Sinh. Các cửa đi vào nhà thờ đều có màu nâu là màu của dòng Phan Sinh. Còn các cột có hình tượng dây buộc, các dây đó là các dây thắt lưng của tu sĩ dòng nhất, dòng nhì.
Ở bên trong nhà thờ có ba vị thánh trên bàn thờ, đứng giữa là thánh Antôn thành Padova, bên cạnh là thánh Clara và thánh Phanxicô, cả ba vị đó đều là tu sĩ dòng nhất và dòng nhì.
Nhà thờ lấy thánh Antôn thành Padova làm quan thầy.
Một số linh mục phục vụ ở đây trong những thập niên vừa qua đã trở thành hồng y và Giám mục như: Hồng y Giuse Maria Trịnh Như Khuê, Hồng y Giuse Maria Trịnh Văn Căn, Hồng y Phaolô Giuse Phạm Đình Tụng, Giám mục Giáo phận Hải Phòng Giuse Maria Nguyễn Tùng Cương, Giám mục Giáo phận Thái Bình Phanxicô Xaviê Nguyễn Văn Sang.